# Ángel Cabrera (académico)
Ángel Cabrera Izquierdo (Madrid, 5 de agosto de 1967) es un ingeniero de telecomunicaciones español. Es el 12.º y actual presidente del Instituto de Tecnología de Georgia. Anteriormente, fue presidente de la Universidad George Mason, presidente de Thunderbird School of Global Management, y decano de IE Business School. Su especialización incluye trabajo sobre aprendizaje, gestión y liderazgo.
Desde el 13 de junio de 2019, Cabrera es presidente del Instituto de Tecnología de Georgia, cargo que asumió el 1 de septiembre de 2019 y es el primer rector de una universidad estadounidense nacido en España.

## Trayectoria

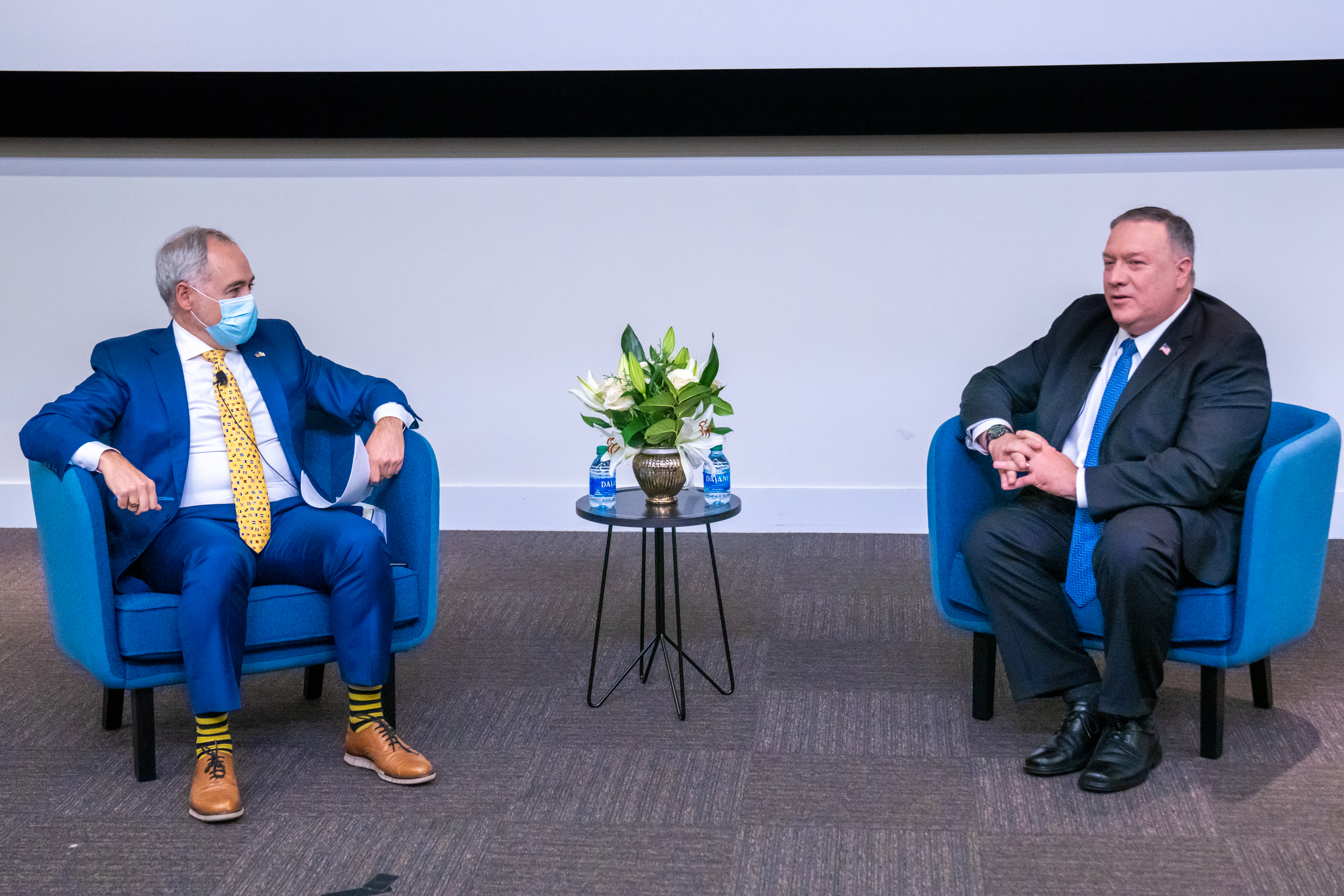
Cabrera modera una discusión con el Secretario de Estado Michael R. Pompeo en Georgia Tech el 9 de diciembre de 2020.

Cabrera nació en Madrid, el segundo de cuatro hermanos. Estudió en la Escuela Técnica Superior de Ingenieros de Telecomunicación (Universidad Politécnica de Madrid) y obtuvo su titulación de ingeniero de telecomunicaciones (equivalente a una licenciatura y maestría en ingeniería eléctrica e informática en el sistema americano) en la Universidad Politécnica de Madrid. Continuó su formación estudiando un máster en psicología cognitiva con una beca del programa Fulbright y realizó estudios de doctorado en el Instituto de Tecnología de Georgia en 1995 finalizados con la lectura de la tesis de título A functional analysis of categorization.
Se incorporó al cuerpo docente de IE Business School en 1998 y fue decano entre los años 2000 y 2004. Fue nombrado presidente de Thunderbird School of Global Management en 2004 y presidente de la Universidad George Mason en 2012. Hasta esa fecha es el único español que ha ocupado el cargo de director ejecutivo de una institución estadounidense de educación superior.
Durante su mandato, la Universidad George Mason alcanzó el nivel de investigación más alto en la clasificación Carnegie, aumentó la matrícula en más de 5000 estudiantes, abrió un campus en Corea del Sur, y construyó el Centro de Investigación Ambiental Potomac, el Point of View Center for Conflict Analysis and Resolution, y Peterson Family Health Sciences Hall. La universidad estableció la Escuela Schar de Política y Gobierno, el Instituto de Investigación de Genómica y Bioinformática en asociación con Inova Health System y la Universidad de Virginia, el instituto de investigación Biomédica avanzada, y Mason Innovation Exchange, un centro de innovación y emprendimiento. En 2013, la universidad se unió a la conferencia Atlantic 10, dejando la Colonial Athletic Association. En 2016, la Facultad de Derecho Antonin Scalia fue nombrada en honor al difunto juez de la Corte Suprema. En 2017, la universidad ganó un concurso nacional para establecer un Centro de Excelencia del Departamento de Seguridad Nacional. En 2018, la universidad ayudó a atraer la segunda sede de Amazon al norte de Virginia y anunció una expansión de 400 000 pies cuadrados de su campus de Arlington para respaldar una nueva Escuela de Informática y un nuevo Instituto de Innovación Digital. En diciembre de 2018, la universidad completó su campaña Farther Farther, recaudando más de 690 millones de $, un récord escolar y muy por encima de la meta de 500 millones $ de la campaña.
El Foro Económico Mundial nombró a Cabrera líder global del mañana en 2002, Líder Joven Global en 2005 y presidente del Consejo de Agenda Global para promover el espíritu empresarial en 2008. Fue nombrado Henry Crown Fellow por el Aspen Institute en 2008 y Great Immigrant por Carnegie Corporation en 2017. Es miembro del Diálogo Interamericano y del Consejo de Relaciones Exteriores.
Su artículo de investigación, realizado en colaboración con su esposa, Elizabeth Cabrera, "Knowledge-sharing dilemmas" publicado en Organization Studies en 2002 ha sido citado más de 2000 veces. El documento presenta una teoría de por qué algunas personas están más inclinadas que otras a ofrecer voluntariamente su experiencia e ideas en repositorios compartidos. La teoría se basa en la noción de dilemas sociales en la provisión de bienes públicos.
En 2014 recibió un doctorado honoris causa del Miami-Dade College y en 2018 recibió un doctorado honoris causa de la Universidad Politécnica de Madrid.
Cabrera es miembro de los directorios de la National Geographic Society, el Banco de la Reserva Federal de Richmond y la Fundación Innovación Bankinter. Ha sido miembro de la junta asesora del Instituto de Tecnología de Georgia, que presidió en 2011, y de la junta del Consejo de Tecnología de Virginia del Norte. Ha presidido el consejo de presidentes de Virginia y la comisión de iniciativas internacionales de la Asociación de Universidades Públicas. Ha formado parte de los directorios de tres empresas públicas: eFunds, PetSmart y, actualmente, Inovio.
Cabrera está casado con Elizabeth (Beth) F. Cabrera (de soltera Fraser), psicóloga organizacional. Juntos tienen dos hijos, Álex y Emilia.